# Barry Baltus
Barry Baltus (Namur, 3 maggio 2004) è un pilota motociclistico belga.

## Carriera

### Gli inizi
Nel 2018 e 2019 corre nella MotoGP Rookies Cup. Nel 2019 corre anche nella categoria Moto3 del campionato spagnolo Velocità. Nel 2020 debutta nella classe Moto3 del motomondiale, alla guida della KTM RC 250 GP del team CarXpert PrüstelGP; il compagno di squadra è Jason Dupasquier. Non ottiene punti.

### Moto2
Nel 2021 passa in Moto2, alla guida della NTS; il compagno di squadra è Hafizh Syahrin. Chiude la stagione al trentaduesimo posto con 2 punti totalizzati con il quattordicesimo posto in Germania. In questa stagione è costretto a saltare i Gran Premi di Qatar, Doha, Portogallo e Spagna a causa della frattura del polso sinistro rimediata nelle prove libere del GP del Qatar.
Nel 2022 rimane nello stesso team della stagione precedente, alla guida di una Kalex Moto2, il nuovo compagno di squadra è Zonta van den Goorbergh. Seppur saltando un paio di eventi per infortunio, riesce a ottenere trenta punti che gli consentono di classificarsi ventunesimo. Nel 2023 inizia il terzo anno con il team Fieten Olie Racing GP. Ottiene, come miglior risultato in gara, un sesto posto al Gran Premio di Gran Bretagna e chiude il campionato al diciassettesimo posto.
Nel 2024 apre il campionato con la conquista del primo podio iridato in Qatar: taglia il traguardo in seconda posizione a meno di un decimo dalla vittoria. Centra saltuariamente la zona punti nel resto del campionato, che conclude in ventunesima posizione.

## Risultati in gara nel motomondiale
| 2020 | Classe | Moto |  |    |    |    |     |    |    |    |    |    |    |    |    |    |    |  |  |  |  |  |  |  | Punti | Pos. |
| ---- | ------ | ---- |  | -- | -- | -- | --- | -- | -- | -- | -- | -- | -- | -- | -- | -- | -- |  |  |  |  |  |  |  | ----- | ---- |
| 2020 | Moto3  | KTM  |  | 24 | 17 | 21 | Rit | 18 | 24 | 22 | 16 | 16 | 25 | 21 | 20 | 17 | 16 |  |  |  |  |  |  |  | 0     |      |

| 2021 | Classe | Moto |    |     |     |     |    |    |    |    |    |     |     |    |    |     |    |    |    |    |  |  |  |  | Punti | Pos. |
| ---- | ------ | ---- | -- | --- | --- | --- | -- | -- | -- | -- | -- | --- | --- | -- | -- | --- | -- | -- | -- | -- |  |  |  |  | ----- | ---- |
| 2021 | Moto2  | NTS  | NP | Inf | Inf | Inf | 16 | 17 | 22 | 14 | 24 | Rit | Rit | 23 | 16 | Rit | 17 | 17 | 23 | 18 |  |  |  |  | 2     | 32º  |

| 2022 | Classe | Moto  |     |    |     |    |   |    |     |    |    |     |    |    |    |    |    |    |    |     |    |     |  |  | Punti | Pos. |
| ---- | ------ | ----- | --- | -- | --- | -- | - | -- | --- | -- | -- | --- | -- | -- | -- | -- | -- | -- | -- | --- | -- | --- |  |  | ----- | ---- |
| 2022 | Moto2  | Kalex | Rit | NP | Inf | 10 | 9 | 14 | Rit | 16 | 17 | Rit | 15 | 16 | 12 | 13 | 13 | 14 | 12 | Rit | NP | Inf |  |  | 30    | 21º  |

| 2023 | Classe | Moto  |    |    |     |    |   |    |    |    |   |    |    |    |   |    |     |     |    |    |    |    |  |  | Punti | Pos. |
| ---- | ------ | ----- | -- | -- | --- | -- | - | -- | -- | -- | - | -- | -- | -- | - | -- | --- | --- | -- | -- | -- | -- |  |  | ----- | ---- |
| 2023 | Moto2  | Kalex | 12 | 19 | Rit | 13 | 7 | 16 | 12 | 12 | 6 | NP | 12 | 15 | 8 | 15 | Rit | Rit | 18 | 11 | 18 | 14 |  |  | 55    | 17º  |

| 2024 | Classe | Moto  |   |    |    |     |     |    |    |    |    |    |     |    |    |    |    |    |   |     |    |    |  |  | Punti | Pos. |
| ---- | ------ | ----- | - | -- | -- | --- | --- | -- | -- | -- | -- | -- | --- | -- | -- | -- | -- | -- | - | --- | -- | -- |  |  | ----- | ---- |
| 2024 | Moto2  | Kalex | 2 | 13 | 16 | Rit | Rit | 21 | 18 | 17 | 20 | 16 | Rit | 13 | 18 | 18 | 11 | 18 | 7 | Rit | 18 | 17 |  |  | 40    | 21º  |

| 2025 | Classe | Moto  |   |    |   |   |   |   |     |   |    |     |   |   |   |  |  |  |  |  |  |  |  |  | Punti | Pos. |
| ---- | ------ | ----- | - | -- | - | - | - | - | --- | - | -- | --- | - | - | - |  |  |  |  |  |  |  |  |  | ----- | ---- |
| 2025 | Moto2  | Kalex | 6 | 12 | 7 | 6 | 2 | 2 | Rit | 3 | 11 | Rit | 2 | 2 | 7 |  |  |  |  |  |  |  |  |  | 143   |      |

| Legenda | 1º posto        | 2º posto            | 3º posto            | A punti      | Senza punti        | Grassetto – Pole position Corsivo – Giro più veloce |
| Legenda | Gara non valida | Non qual./Non part. | Ritirato/Non class. | Squalificato | '-' Dato non disp. | Grassetto – Pole position Corsivo – Giro più veloce |